# McKee
McKee（マッキー）は、日本テレビのバラエティー番組、『ウッチャンウリウリ!ナンチャンナリナリ!!』から誕生した音楽ユニット。

## メンバー
- 高山理衣（TOP IDOL）
- 国生さゆり（TOP ATHLETE）
- 室井滋（TOP ACTRESS）

（　）内は南々見のつけたキャッチフレーズ

## 概要
1995年秋、音楽プロデューサー・南々見一也の企画でMcKeeを立ち上げる。当初は高山理衣のソロの企画であったがレコード会社の要請で急遽女性3人組ユニットにすることになる。その選考で国生さゆり、室井滋がメンバー入り。唯一落選した千秋はテル、独活野とともにポケットビスケッツ（通称ポケビ）を結成することとなる。
1996年、デビュー曲『Can't Stop My Heart』を発表。2月18日にフィリピンで発売。発売日までの間、フィリピンのテレビ番組やラジオ番組出演しプロモーション活動を行った。また、発売日の前日に行ったポケビとの「スーパーピノイ対決」に勝利し発売日のイベントで先に歌える権利を獲得。発売日当日、マニラのSMメガモールでイベントを行う。そして、4月17日日本デビュー。しかし、ポケビとの「500円CD対決」に敗れユニットは自然消滅した。
ユニット名はマジックペンをみて理衣がつけた（ちなみに国生は「おニャン子クラブ」と自分がかつて所属していたグループ名を平然と提案し、ものの見事に却下された）。
南々見がユニットのメンバーを発表した際、出演者で唯一の歌手志望だった千秋は自分が当然選ばれると思ったが、落選してしまったために本気で涙を流してしまう（この瞬間から千秋の泣き虫キャラが定着した）。横にいた内村が「第二のマモー・ミモー作ってやるダニ！」と庇ったことがポケビ結成のきっかけとなる。（ちなみに「ポケットビスケッツ」は、もともと高山ら3人のユニット名としてウドが提案したものである。）
この時、千秋ほど歌手になりたいと思っていなかった高山は「私、千秋ちゃんと代わっても良いですよ」と南々見に提案したが却下されている。なお室井も国生も気遣う様子を見せ、南々見に関しては千秋が泣いた瞬間に焦ってしまっていた。
フィリピンでデビューした当初、南々見一也と番組はMcKeeをプッシュするためにラジオやテレビ番組にMcKeeのみを出演させ、看板までも作らせた。ポケビはあくまでおまけとして扱われ、勝俣にも「前座だ！」と言われていたが、いざコンサートを開くと反響が大きかったのはポケビの方だった。日本国内でもMcKeeとポケビのCDを販売し、売上対決を行った（勝者は番組のエンディング曲に採用）結果、オリコン初登場でMcKeeが28位、ポケビが25位となりポケビが勝利。もともとメンバーが歌手活動に消極的だったことと3人の出演頻度が減ったこともありMcKeeは自然消滅した。
元おニャン子クラブの国生や、CD・レコードなどを発表していた室井は一定以上の歌唱力を持っていたものの、歌手の経験が全く無かった高山理衣はお世辞にもうまいとは言えない歌唱力であったために、フィリピンのレコード会社スタッフは苦笑していた（それが原因で、3人組でデビューをすることとなった）。
南々見一也は作詞を担当したと書かれているが、実際はスタッフが作っていたと後に告白している。

## ディスコグラフィー

### シングル
1. Can't Stop My Heart（1996年4月17日）（作詞：南々見一也、平出よしかつ 作曲：後藤次利 編曲：後藤次利）
オリコン最高位28位
フィリピンでは1996年2月18日発売

### カセットテープ
1996年にフィリピンで発売された。Rapturous Blue以外はMcKeeメンバーがタガログ語の歌詞で歌っている。Rapturous Blueは千秋による英語版が収録されている。
SIDE A
1. SANA（日本題：「Can't Stop My Heart」）
2. KAHIT PA
3. AKO AY MAGHIHINTAY（酒井法子「碧いうさぎ」のカバー）
4. UFO（ピンク・レディー「UFO」のカバー）

SIDE B
1. IKAW LAMANG（藤谷美和子+大内義昭「愛が生まれた日」のカバー）
2. BAKIT BA GANITO（中森明菜「1⁄2の神話」のカバー）
3. HINDI KAYA（森高千里「私がオバさんになっても」のカバー）
4. RAPTUROUS BLUE（日本ではポケットビスケッツの楽曲として発売）